# Vitkindad gås
Vitkindad gås (Branta leucopsis) är en gås inom familjen änder. Den är en flyttfågel som främst häckar i Arktis men sedan 1970-talet även på vissa platser i Skandinavien. Vitkindad gås är en kompakt, ganska korthalsad gås med svart, vit och grå fjäderdräkt. Den häckar i nära anslutning till kusten och uppträder i många olika typer av häckningsbiotoper som klipphyllor, gräsiga stränder, låga öar och flacka sandrevlar. Dess föda består av växtmaterial, bland annat vide.

## Utseende

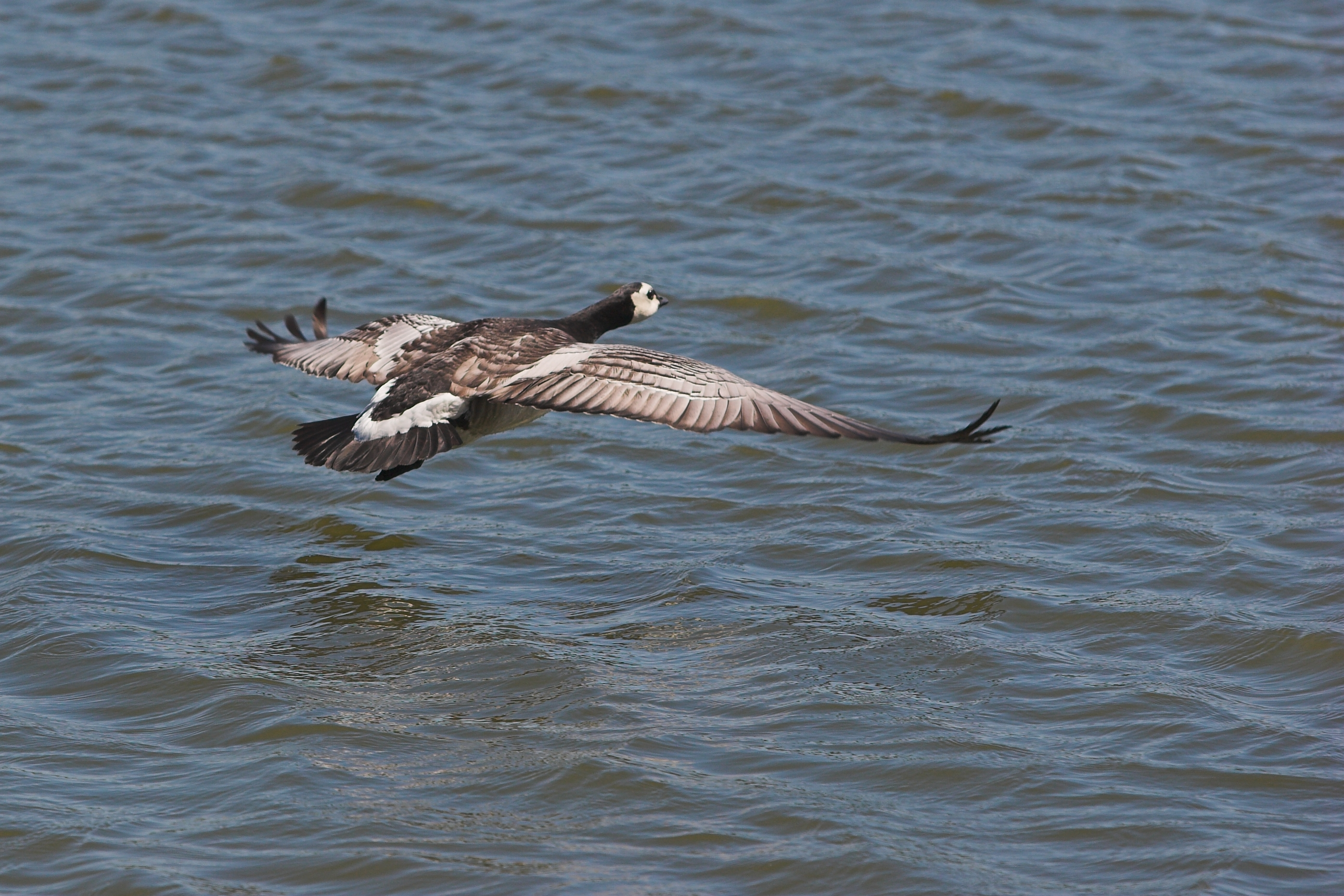
Vitkindad gås i flykten.

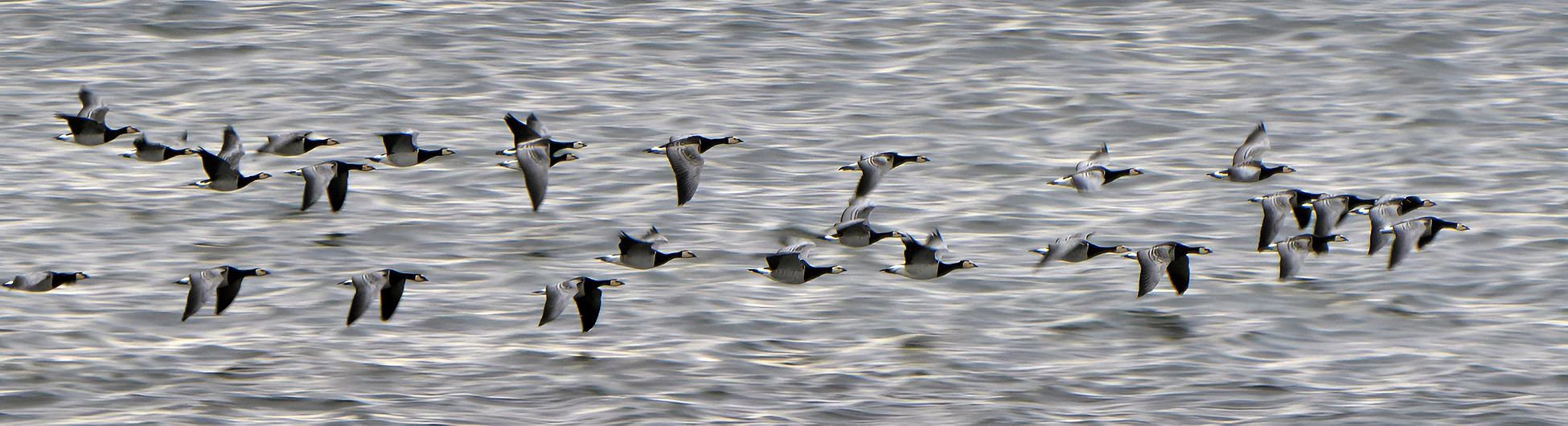
Vitkindad gås sträckar.

Vitkindad gås kan misstas för kanadagås (Branta canadensis) men den är klart mindre med en längd på 58–70 cm och ett vingspann på 120–142 cm. Den är en kompakt gås, som till formen påminner om prutgås (Branta bernicla), med en ganska kort hals, runt huvud och liten näbb som är svart. Dess ben är mörkgrå. 
Huvudets sidor är vita precis som hos kanadagåsen men den vitkindade gåsen har även en vit panna vilket resulterar i ett svart streck som går mellan näbbroten och ögat. Vissa har en gul ton i huvudteckningen. Hjässan, nacken, halsen och bröstet är svart i stark kontrast till den vita buken. 
Vingarna är ljusgrå med mörkare arm- och handpennespetsar. De övre armtäckarna är bandade i svart, grått och lite vitt vilket ger den stående fågeln en tvärrandad översida. Ryggen är mörkgrå, övergumpen svart och undergumpen vit. Stjärten har samma teckning som kanadagåsens, det vill säga vit med ett brett svart ändband. Adulta fåglar har tydliga ljusgrå vertikala ränder på kroppssidan medan de juvenila fåglarna är mer otydligt gråvita.

## Läten
Vitkindad gås är en ljudlig fågel, med enstavigt skällande "ka". I stora flockar bildar lätena en kör i olika tonlägen.

## Utbredning och systematik

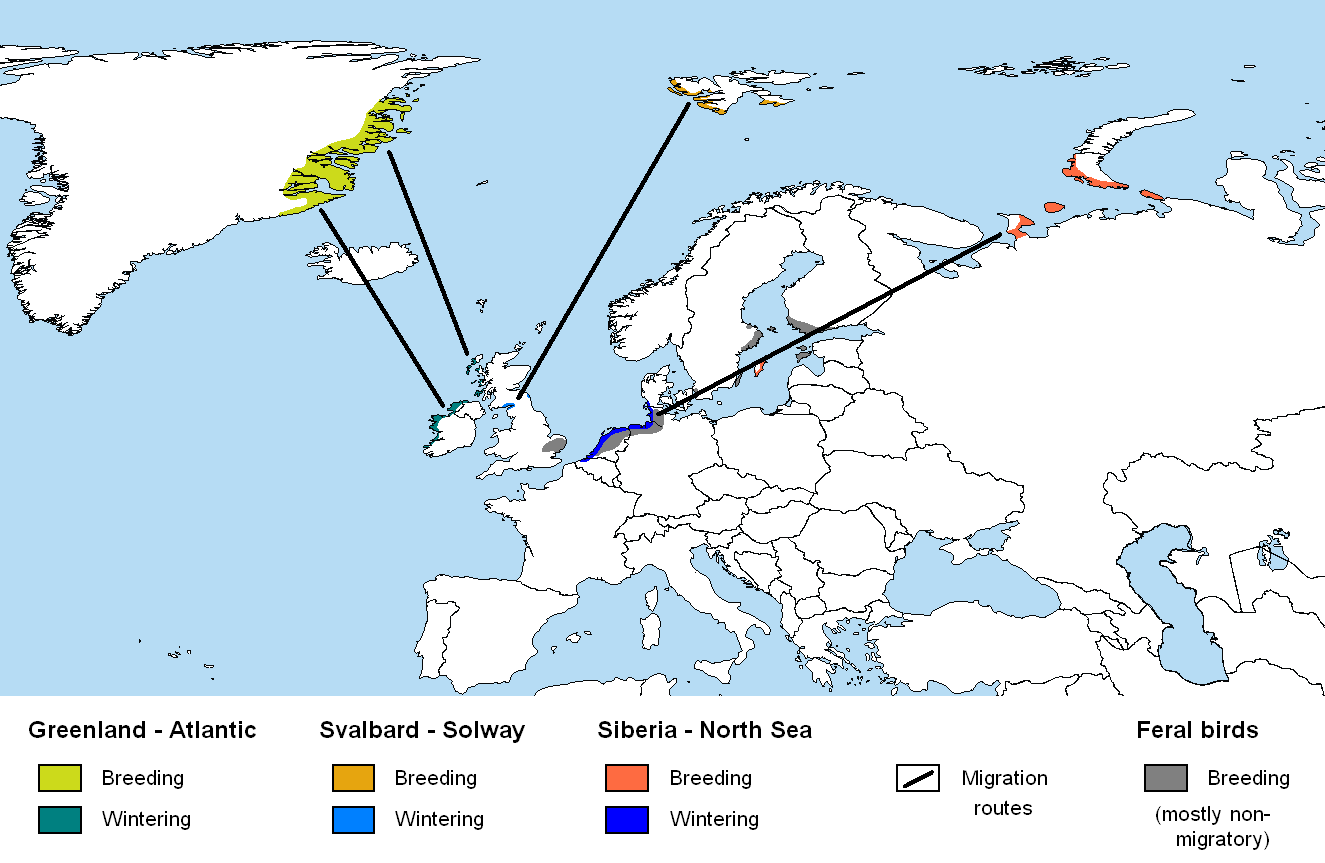
Utbredningskarta som visar var de tre arktiska populationerna övervintrar.

Den vitkindade gåsen är en flyttfågel som länge enbart häckade i arktiska områden som Grönland, Svalbard och Novaja Zemlja. Sedan 1970-talet häckar den även på vissa platser i Skandinavien, och idag förekommer den som häckfågel i Sverige, Danmark och Finland. Vintervistena är huvudsakligen längs kusterna i norra Västeuropa (Irland, södra England, Danmark, nordligaste Tyskland och västra Frankrike). Arten behandlas som monotypisk, det vill säga att den inte delas in i några underarter.

### Förekomst i Sverige

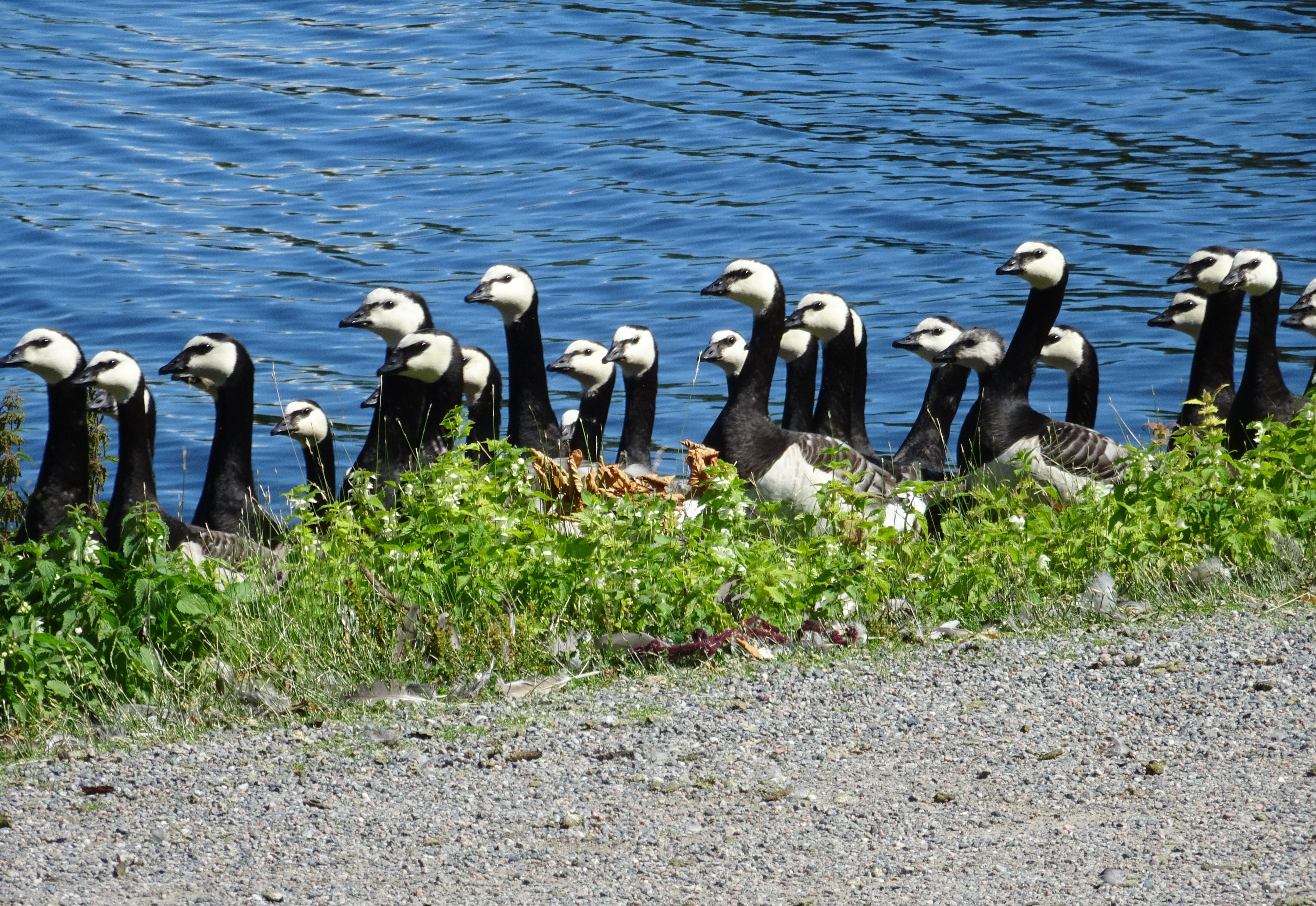
Vitkindade gäss på Södra Djurgården.

1937 rastade en mycket stor mängd vitkindade gäss på Lau, Rone och andra holmar sydost om Gotland men trots att flera gäss stannade kvar till sent in i maj konstaterades ingen häckning. Den första konstaterade häckningen i Sverige skedde istället i Härjedalen 1952 och sedan 1971 häckar den årligen i Sverige då den börjat häcka på just Laus holmar sydost om Gotland. Efter detta har den snabbt spridit sig i Sverige och numera häckar den på östkusten upp till Norrbotten, men även längre in i landet som Medelpad, Uppland, Jämtland och Södermanland. Sommaren 2019 kunde tre kullar ses på ön Stor-Räbben i Norrbotten. Sedan slutet av 1990-talet har den också börjat häcka på västkusten.

## Systematik
Vitkindad gås tillhör släktet Branta som omfattar ett antal gäss som utmärker sig genom sina genomgående svartvita fjäderdräkter och svarta ben och näbb. Vitkindad gås beskrevs taxonomiskt första gången 1803 av Johann Matthäus Bechstein som Anas leucopsis. Dess artepitet härstammar från gammalgrekiskans leuko- som betyder "vit", och opsis som betyder "ansikte". Arten delas inte upp i underarter.

## Ekologi

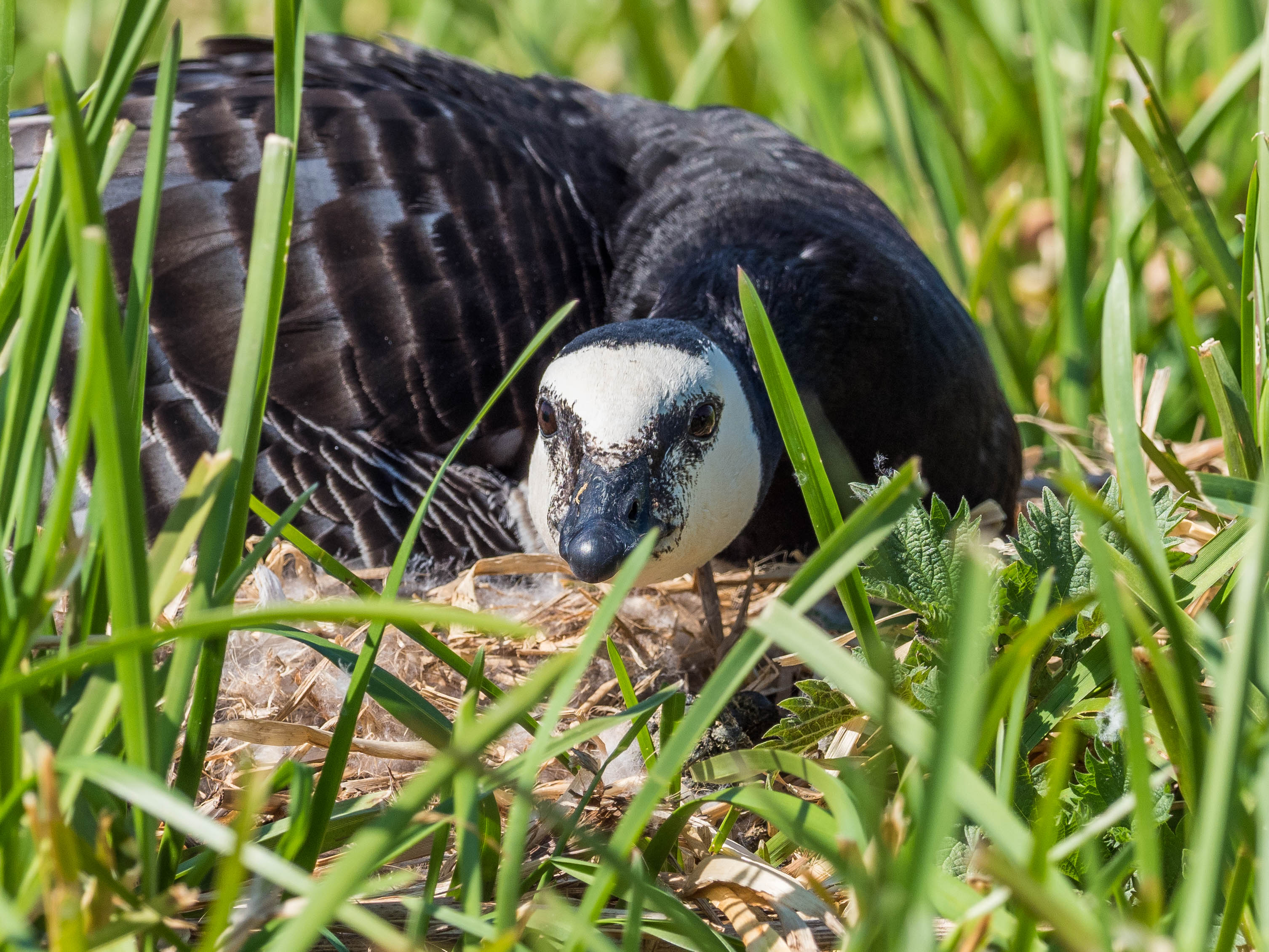
Ruvande vitkindad gås i Sverige

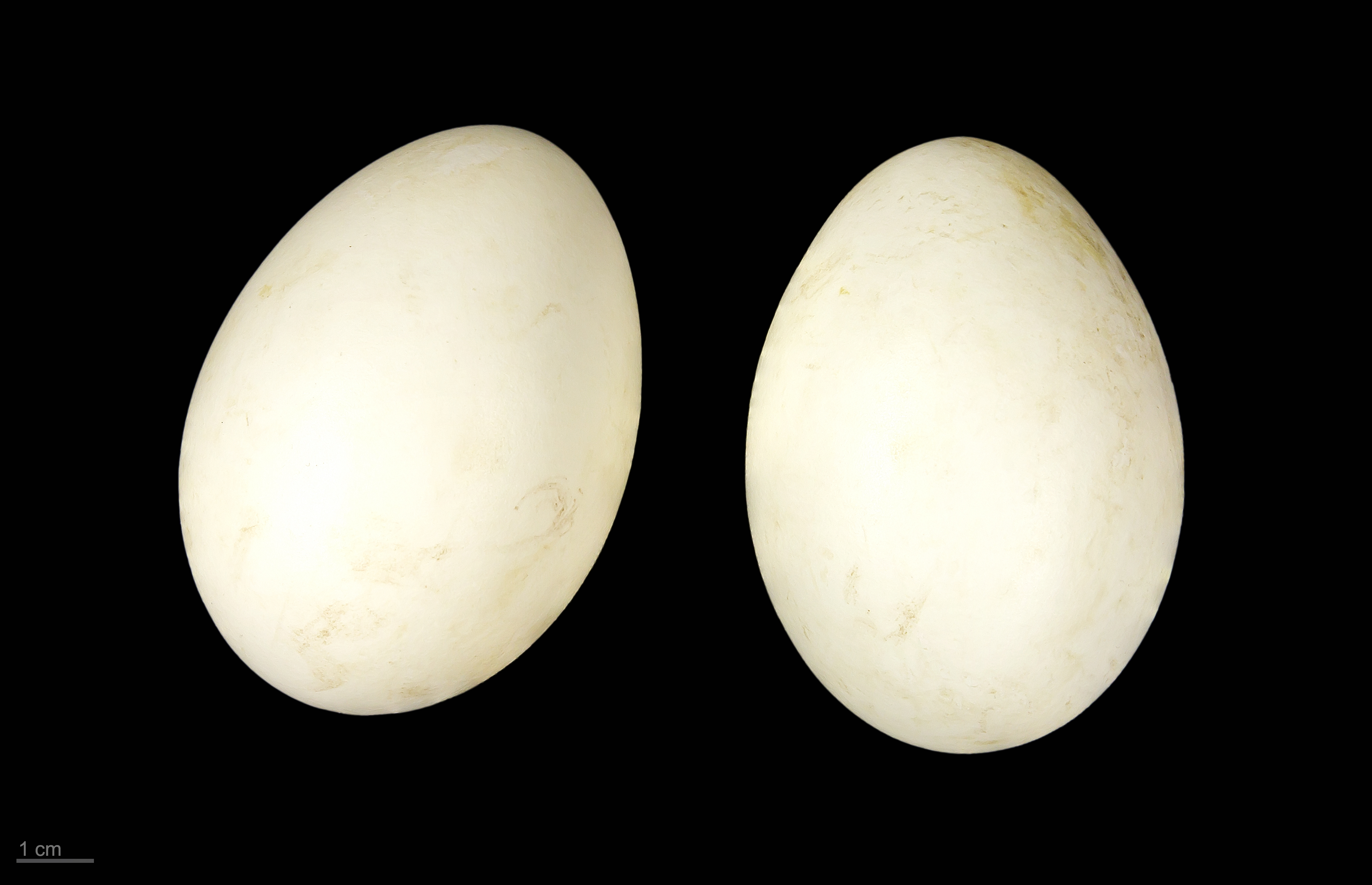
Ägg av vitkindad gås

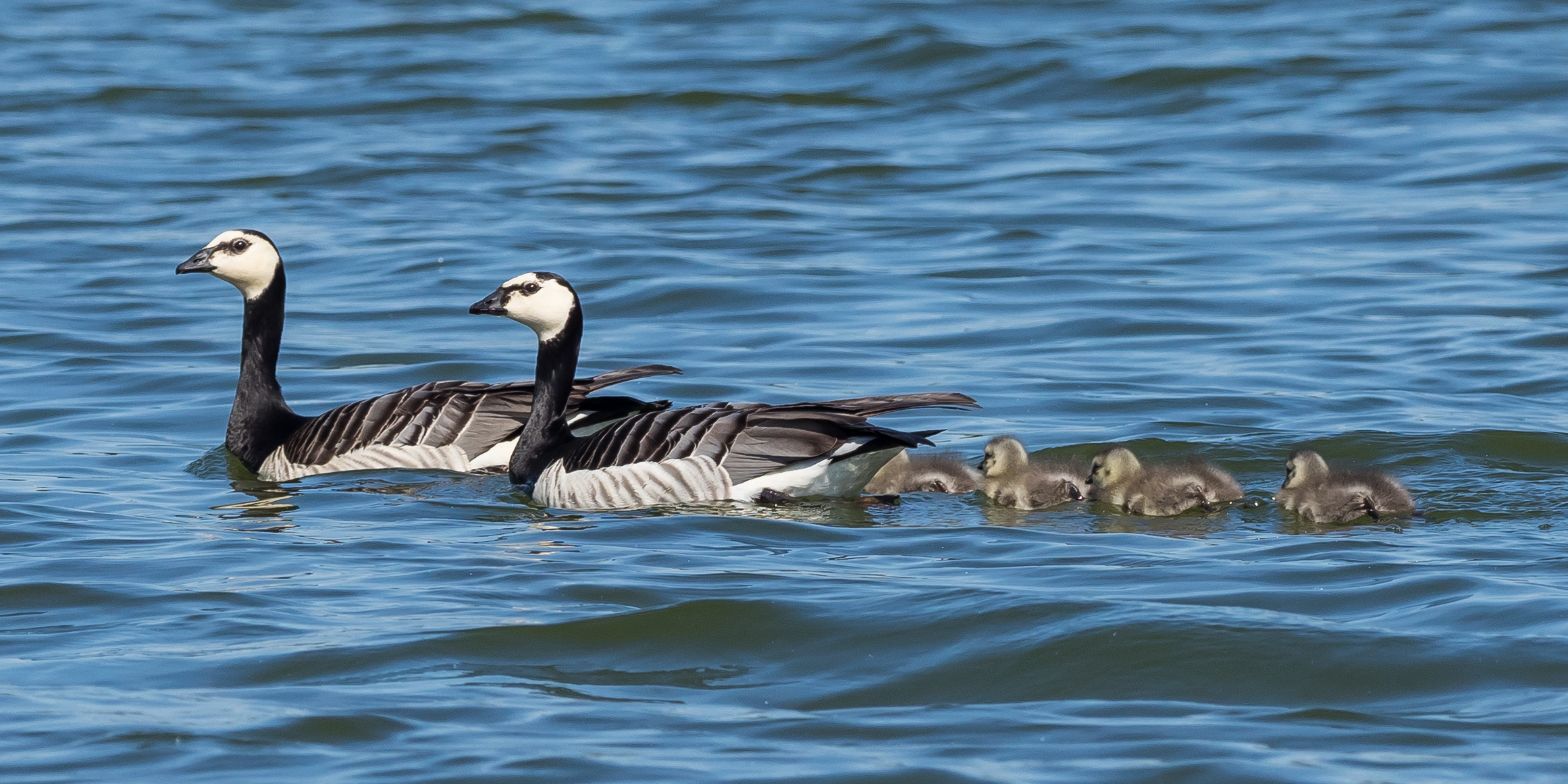
Vitkindat gåspar med ungar i Sverige

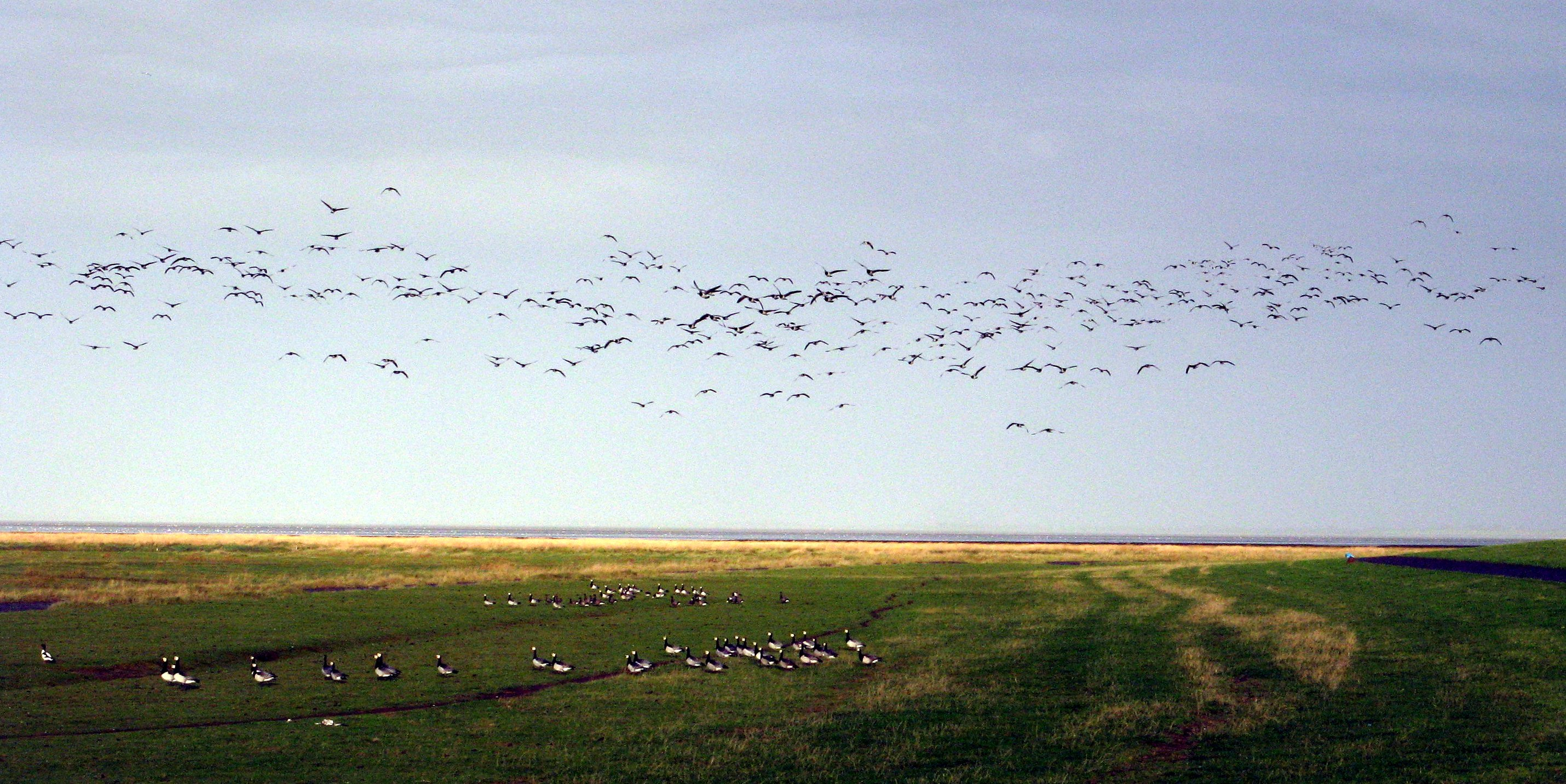
Flock om hösten vid ett av Nordsjöns saltträsk, fotograferad i Tyskland i oktober.

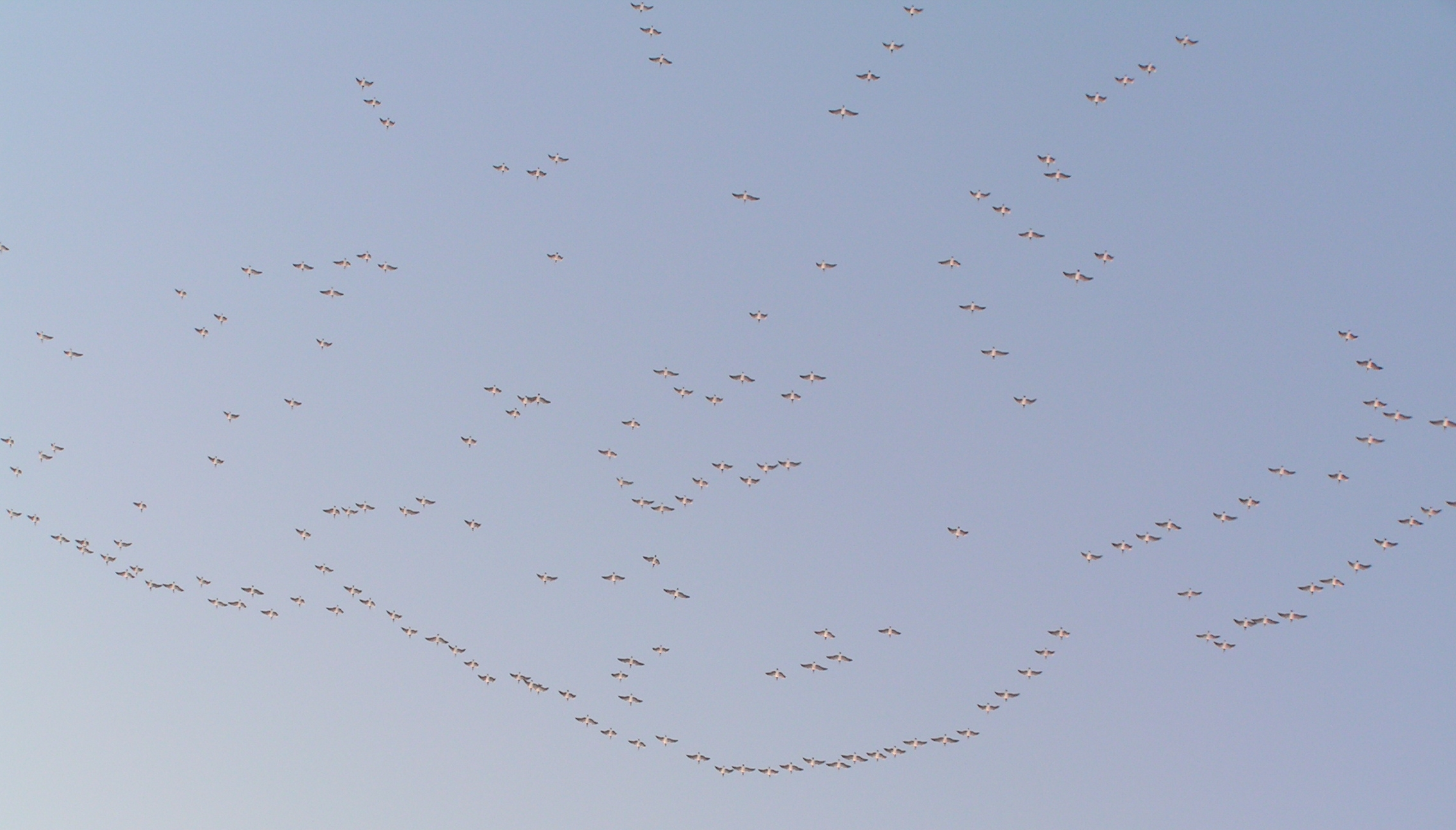
Typisk gles flygformation med vitkindade gäss.

De gäss som häckar på Spetsbergen och på Grönland placerar sitt bo på hyllor i branta fjällstup, inte sällan långt från kusten. När den vitkindade gåsen började häcka på Gotland placerade de inte sällan sina bon på raukar men efter hand flyttades bona till låga holmar och man finner dem häckande i liknande områden som kanadagåsen vilket är gräsiga stränder, låga öar i skärgården och flacka sandrevlar i floddeltan. Den häckar både i stora kolonier och ensamma. 
Boet, som används flera år i rad, är en grund fördjupning som gässen själv sparkar upp och som fodras med mossa, lav, tång, gräs och spillning tillsammans med en stor mängd dun. Honan lägger i snitt mellan 3 och 5 gråvita ägg som efterhand färgas bruna av bomaterialet. Honan trycker hårt på äggen under ruvningen som tar cirka 24 dygn. Efter kläckning tar föräldrarna nästan genast med sig ungarna till vattnet. Hos de nordliga populationerna som häckar långt från kusten är dödligheten stor bland ungarna innan de når vattnet. Den äter växter, bland annat vide.

## Status och hot
Vitkindade gåsen har ett stort utbredningsområde och en stor population, och ökar dessutom i antal globalt. Enligt internationella naturvårdsunionen IUCN kan därför beståndet anses vara livskraftigt. Världsbeståndet uppskattas till cirka 880 000 invidider. varav det i Europa tros häcka 196 000–247 000 par.

### Status i Sverige
I Sverige har beståndet de senast 30 åren ökat med hela 2 500–3 500 % men har minskat med 30–50 % de senaste tolv åren. Antalet reproduktiva individer uppskattas till 4 800–6 800 och beståndet anses vara, trots minskningen, livskraftigt.
Vitkindade gäss är strikt skyddade i EU. I Sverige kan begränsad skyddsjakt beviljas av länsstyrelser.

## Vitkindad gås och människan

### Namn
Det äldsta kända skriftliga källan som uppger trivalnamnet vitkindad gås härstammar från 1858. Detta svenska namn överensstämmer väl med dess vetenskapliga namn leucopsis som betyder "vitansiktad". Arten har tidigare även kallats havregås och fjällgås. Det senare ska inte blandas samman med den art som idag bär namnet fjällgås. På norska kallas arten hvitkinngås och på danska bramgås.

### Medeltida uppfattningar
Under medeltiden fanns det föreställningar om att vitkindad gås inte alls lade ägg utan istället föddes ur långhalsar (kräftdjur besläktade med havstulpaner). Detta resulterade i att den vitkindade gåsen i kyrkliga fastebestämmelser inte kategoriserades som fågel och därmed kunde accepteras som mat under fastan. Denna underliga klassificering accepterades dock inte av alla. Den tysk-romerske kejsaren Fredrik II undersökte den typ av långhalsar, som man ansåg att gässen föddes ur, och konstaterade att de inte innehöll något fågelliknande, och Leo av Rozmitals sekreterare skrev en mycket skeptisk skildring om att bli serverad vitkindad gås en fastedagsmiddag 1456. Se även långhalsar/mytologi.